# Marcos López
Marcos Johan López Lanfranco (ur. 20 listopada 1999 w Limie) – peruwiański piłkarz występujący na pozycji lewego obrońcy, reprezentant Peru, zawodnik duńskiego klubu FC Kopenhaga.

## Kariera klubowa
López karierę zawodniczą rozpoczynał w peruwiańskich zespołach Universidad San Martín (2016–2017) oraz Sporting Cristal (2017–2018). W 2019 został zawodnikiem San Jose Earthquakes. W tym zespole rozegrał 69 spotkań w MLS, w których zdobył 4 bramki. Latem 2022 przeszedł do Feyenoordu, z którym zdobył mistrzostwo Holandii w sezonie 2022/23 oraz Puchar Holandii w sezonie 2023/24. W 2024 został wypożyczony na jeden sezon do FC Kopenhaga. Z tym zespołem w sezonie 2024/25 wywalczył mistrzostwo oraz Puchar Danii. W 2025 FC Kopenhaga wykupiła Lópeza z Feyenoordu i podpisała z nim 4-letni kontrakt.

## Kariera reprezentacyjna
López występował na Mistrzostwach Ameryki Południowej U-20 w 2017 oraz 2019. W pierwszej reprezentacji Peru zadebiutował 9 września 2018 w przegranym 1:2 meczu towarzyskim z Niemcami. Występował na Copa América w 2021 oraz 2024. Łącznie na tych turniejach rozegrał 7 spotkań.